# SS-Hauptsturmführer
SS-Hauptsturmführer (dobesedno SS-Glavni jurišni vodja; hierarhično prevedeno stotnik; okrajšava Hstuf.) je bil drugi najnižji častniški čin (ter najvišji čin na stopnji nižjih častnikov) v paravojaški organizaciji Schutzstaffel (v obdobju 1939-45) in z njo povezanimi službami oz. organizacijami (Gestapo, Sicherheitsdienst (SD), Allgemeine-SS (A-SS), Waffen-SS (W-SS),...).
Do 15. oktobra 1934 je bil čin poimenovan SS-Sturmhauptführer. Ustrezal je činu stotnika (Hauptmann) v Wehrmachtu. Nadrejen je činu SS-Obersturmführerja ter podrejen činu SS-Sturmbannführerja.
SS-Hauptsturmführer je praviloma opravljal dolžnost poveljnika čete oz. organizacije v isti moči.

## Oznake
Oznaka čina SS-Hauptsturmführerja je bila na voljo v treh oblikah:
- naramenska epoleta: rebrasta epoleta (iz aluminijaste vrvice) z dvema zvezdama (epoleta je bila obrobljena z barvasto vrvico, pri čemer se je barva razlikovala glede na rod oz. službo);
- ovratna oznaka: tri zvezde in tri črte na levem našitku, medtem ko sta bila na desnem ovratnem našitku dve Sig runi in
- oznaka za kamuflažno uniformo: trije trakovi, nad katerima sta dva hrastova lista in dva žira (zelena oznaka na črni podlagi je bila pritrjena na nadlaht levega rokava).

Galerija
- Naramenska oznaka
- Ovratni oznaki
- Kamuflažna oznaka